# Deklinační kružnice
Deklinační kružnice (někdy je také nazývána jako hodinová kružnice) je kružnice na nebeské sféře, která prochází oběma světovými póly a je kolmá na světový rovník. Na Zemi odpovídá poledníku. Protože se nebeská sféra zdánlivě otáčí, ztotožňuje se s místním poledníkem v každý okamžik pokaždé jiná deklinační kružnice.
Vzdálenost deklinační kružnice od místního poledníku (meridiánu) se nazývá hodinový úhel, vzdálenost od jarního bodu je rektascenze. Podél deklinační kružnice se měří deklinace bodu (hvězdy).